# Waldfrieden und Vogelherd im Hohen Holz
Koordinaten: 52° 5′ 0″ N, 11° 12′ 6″ O
Waldfrieden und Vogelherd im Hohen Holz ist ein Naturschutzgebiet in der Stadt Oschersleben (Bode) im Landkreis Börde in Sachsen-Anhalt.
Das Naturschutzgebiet mit dem Kennzeichen NSG 0033 ist 133,78 Hektar groß. Es ist teilweise Bestandteil des FFH-Gebietes „Hohes Holz bei Eggenstedt“ und vom Landschaftsschutzgebiet „Hohes Holz, Saures Holz mit östlichem Vorland“ umgeben. Das Gebiet steht seit dem 1. Mai 1961 unter Schutz. Zuständige untere Naturschutzbehörde ist der Landkreis Börde.
Das Naturschutzgebiet liegt nordwestlich von Oschersleben (Bode) im Hohen Holz, dem einzigen größeren Waldgebiet des Börde-Hügellandes in der Magdeburger Börde. Es ist vollständig in das Waldgebiet auf dem Hohen Holz eingebettet und stellt einen Traubeneichen-Hainbuchenwald mit Übergang zum Buchenwald unter Schutz. 
Der Wald wird überwiegend von Rotbuchen und Traubeneichen geprägt. Weiterhin sind in der Baumschicht insbesondere Hainbuche, Vogelkirsche, Esche und Stieleiche zu finden. Während die Strauchschicht kaum ausgeprägt ist, wird die Krautschicht u. a. von Waldmeister, Waldsauerklee, Zittergrassegge, Geflecktem Lungenkraut und Großem Hexenkraut gebildet.
Der Westen des Naturschutzgebietes wird von der Rotbuche dominiert. Hier sind insbesondere Waldmeister, Waldflattergras und Fuchssches Greiskraut in der Krautschicht, in schattigen und kühlen Lagen auch Gewöhnlicher Frauenfarn, Eichenfarn und Gewöhnlicher Wurmfarn zu finden. 
Teile der Wälder im Naturschutzgebiet sind Fichten- und Lärchenforste. Diese sollen im Sinne des Schutzzweckes in naturnahe und standorttypische Laubmischwälder umgewandelt werden.
Im Naturschutzgebiet sind u. a. Mufflon und Damwild heimisch. Auffällig ist eine hohe Greifvogeldichte, wobei hier u. a. auch der Rotmilan heimisch ist.